# Enchytrismòs

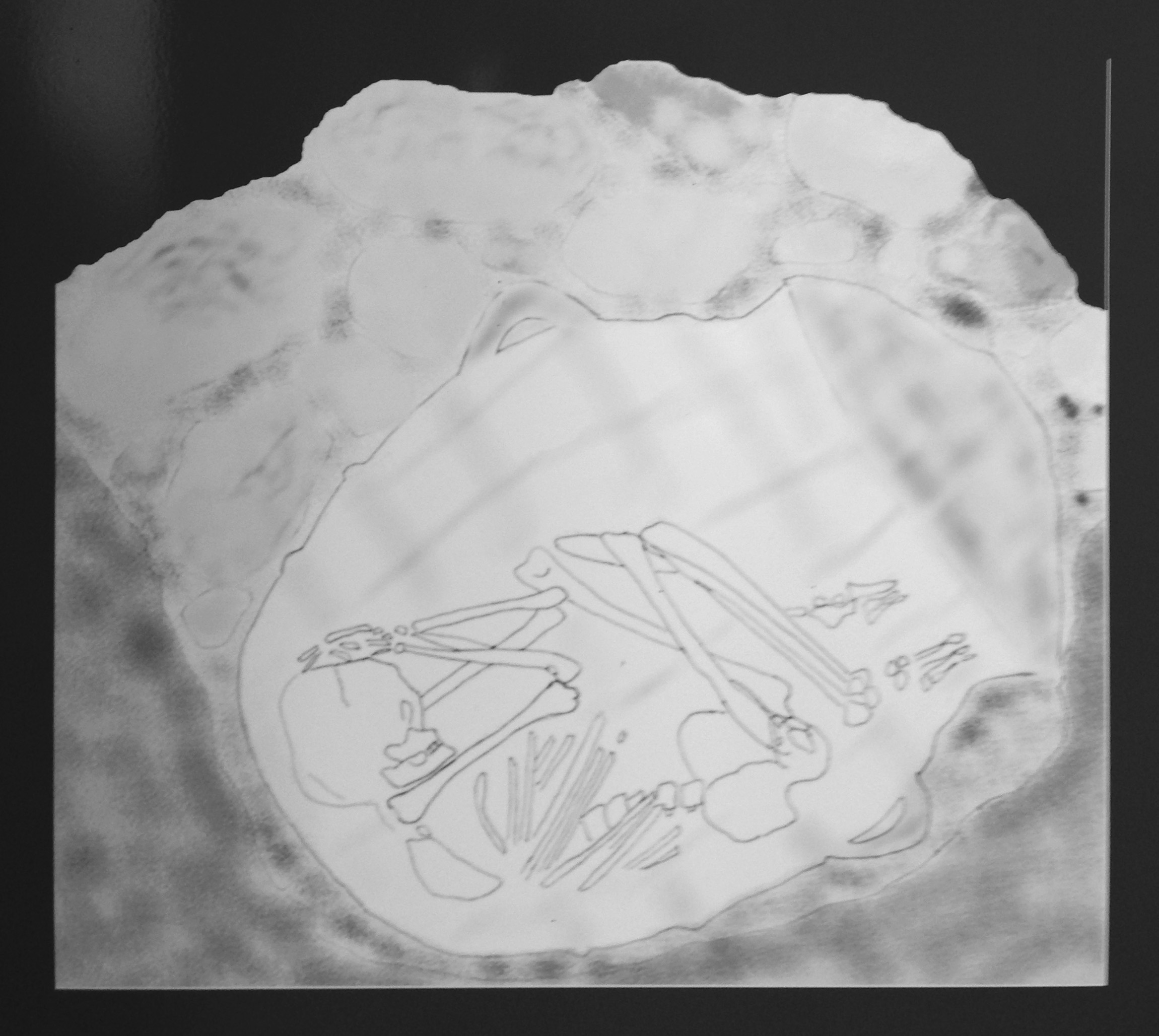
Esempio di sepoltura ad Enchytrismos

Enchytrismòs è un tipo di sepoltura che in epoca preistorica veniva praticato per inumare i bambini. Consisteva nel deporre il corpo all'interno di un vaso in terracotta (pithos) con il corpo in posizione rannicchiata.
Il pithos veniva deposto in un anfratto di roccia, ricoperto da un cumulo di pietrame, e rimaneva visibile sulla superficie del terreno. In genere questa sepoltura era riservata presso spazi distinti rispetto a quelli in cui trovavano posto gli adulti. La sepoltura avveniva assieme ad oggetti in miniatura (figure umane, di animali, stivali e carrettini-giocattolo).
Un esempio di questo tipo di sepoltura è riscontrabile nel sito di Thapsos in Sicilia ma anche nella necropoli di Milazzo, a Himera e in altre parti dell’isola.